# Рафал (авион)
Рафал (фр. Rafale) је француски вишенаменски двомоторни млазни ловац четврте генерације. Развио га је и производи Марсел Дасо, заједно са својим традиционалним кооперантима. Концепцијски, овај авион се заснива на аеродинамичкој шеми делта крила, блиско спрегнутог са канаром (фр. canard).
Рафал треба да буде ослонац Француског ратног ваздухопловства и Француске ратне морнарице, као и иностраних традиционалних корисника борбених авиона Марсел Дасо, за дејства са копна и мора, у периоду до 2040. године. Намењен је да равноправно извршава задатке противваздухопловне одбране, премоћи у ваздушном простору и дејства ваздух-тло.
У периоду највеће интеграције свих европских ресурса, па и ваздухопловних технологија, француска ваздухопловна индустрија је у духу своје традиције, сачувала аутономију над развојем и производњом авиона Рафал и поред највећег кооперацијског програма свих времена Јурофајтер тајфуна. За разлику од Швеђана са Грипеном, Рафал је потпуно национални програм. Француска одлука о програму Рафал је била заснована на интересу да самостално интегришу своје нове технологије у напредни авион, који ће им у наредном периоду заменити постојеће Мираж , Супер етандар, Мираж 2000,  крусејдер и Јагуар. Програм је почео са интеграцијом нових технологија у експериментални авион, тзв. демонстратор нових технологија (ACX). Из њега је произашао прототипски развој и серијска производња авиона Рафала, у више варијанти.
Рафал је способан да достигне максималну брзину адекватну Маховом броју од 1,8, а са 6 пројектила MICA постиже надзвучну брзину адекватну Маховом броју од 1,4. Његова максимална носивост је 9.500 kg, што га чини јединим ловцем на свету, који је у стању да обавља мисију при ношењу 1,5 пута већег терета од своје сопствене тежине. Може обављати више задатака са веома различитим профилима лета истовремено, што му даје високе вишенаменске карактеристике.
Многа ваздухопловна опрема и функције, као што су директно управљање гласом, радар RBE2 AA са активним електронским скенирањем и предњи оптоелектронски инфрацрвени сензор за претраживање и праћење циљева су домаћи развој и производ, намењени за Рафалов програм.
Уведен је у оперативну употребу у Француској, а уговорена је испорука Индији, Египту и Катару.
Рафал је 28. марта и 1. априла 2007. године, имао ватрено крштење у борбеној примени, у оквиру НАТО операција у Авганистану, затим је учествовао у Војној интервенцији у Либији и сада у Исламској држави.

## Захтеви и развој
Рафал је настао из потребе француске војске да у одређеном временском периоду замени постојеће копнене и морнаричке јуришне и ловачке авионе са савременијим решењима. Планирано је да вишенаменски Рафал, у будућности, сам преузме већину задатака из намене постојећих авиона SEPECAT јагуар, F-8 крусејдер и Мираж 2000. Такву концепцију су Французи поставили, као задатак, пред своје истраживачко–развојне и производне институције. Француски ослонац на властите снаге, науку, ваздухопловну индустрију и технологију је традиционално и стратегијско опредељење, које је устројено још од времена председника Шарла де Гола. То није могла пореметити ни велика приврженост европским интеграцијама. Французи су се одупрли искушењу и остали изван кооперацијског програма Јурофајтер тајфуна, иако је он био показни модел сарадње и интеграције европских држава. Французи су желели да авион Рафал буде престижан и потпуно национални програм, с максималном применом властите технологије и производа. То је био велики изазов и признање њиховој целокупној ваздухопловној индустрији, а посебно Марсел Дасоу, Снекми, Томсону, Матри, Сержу Дасоу и другима. При програмирању се рачунало на традиционални извоз и повратак финансијских средстава уложених у развој нових технологија, интегрисаних у Рафала. Према своме искуству, Французи су тежили да покрију потребе светског тржишта са двомоторном и јефтинијом једномоторном верзијом истог типа авиона (Миражи 2000 и 4000), али до сада то није реализовано.
Марсел Дасо је добио, од своје владе, писмо о намерама 30. октобра 1978. године, за проучавање будућег авиона за противваздухопловну одбрану од потенцијалног напада из ваздуха. Томе захтеву су касније прикључене потребе и захтеви морнарице. Институт ОНЕРА је, на основу тих захтева, отпочео детаљна истраживања и испитивања у аеротунелима. Пажљиво су изучена решења у тадашњим, напредним програмима у свету. Са посебном пажњом је изучавана аеродинамика авиона F-22 раптор.
Дефинисан је задатак, за развој сопственог вишенаменског авиона велике агилности, коју омогућава делта крило, блиско спрегнуто с канаром и са полубочним уводницима ваздуха са фиксном геометријом. Захтевано је обезбеђење смањене електро–магнетне и инфрацрвене уочљивости, повећања заштите од нуклеарног зрачења и електролучног и магнетног пражњења.
Такви захтеви се значајно разликују у односу на захтеве претходне генерације француских борбених авиона. Одлучено је да се све припремљене нове технологије за авион Рафал провере кроз интеграцију на експерименталном авиону, а истовремено, да он буде и основа за прототипски развој варијанти авиона у серијској производњи. Тај експериментални авион се описно називао демонстратор нових технологија. Због чињенице да је мотор M88-2 снекма још увек био у развоју, Марсел Дасо је био приморан да дефинише демонстратор нових технологија употребом америчких мотора Џенерал електрик F-404. У почетку су била уграђена оба мотора F404. Касније је један од њих замењен новим мотором M88-2 снекма, с циљем да се исти испита и верификује у лету. На томе авиону су први пут заједно и у функционалној целини, интегрисане и потврђене многе нове технологије. Демонстратор нових технологија је добио назив ACX, а полетео је 4. јула 1986. године. Био је то 92. експериментални авион фирме Дасо, за 40 година њеног постојања. ACX је имао 460 летова у функцији испитивања и мерења, у временском периоду од јула 1986. до јула 1989. године. Касније је преименован у Рафал A, а кроз његова испитивања у лету је потпуно потврђена примењивост планираних нових технологија и изводљивост концепције вишенаменског авиона. Потврђена је рационална концепција двомоторног авиона четврте генерације, великих могућности, за свега 1.360 kg веће масе од једномоторног  фалкон (празни опремљени), а чак 4.535 kg више при полетању, с максималним теретом.

### Прототипски развој варијантиРафала
На основу резултата испитивања и искуства стеченог на демонстратору нових технологија (ACX), развијена су четири прототипа, у функцији дефинисања стандарда варијанти серијског Рафала. Одлука о развоју прототипова је донета 26. јануара 1988. године. Стандард сваке варијанте Рафала, имао је свој прототипски развој:
- Прототип за ваздухопловство, Рафал C 01 је уговорен 21. априла 1988, а полетео је 19. маја 1991. године.
- Прототипови за морнарицу, Рафал M 01 и M 02 су подешени да користе палубу брода, носача авиона, за полетно–слетну стазу. Ови прототипови су уговорени 6. децембра 1988, а полетели су 12. децембра 1991. и 8. новембра 1993. године.[б]
- Прототип двоседа намењен за ваздухопловство, Рафал B 01, полетео је 30. априла 1993. године. Прототип, B 02, је отказан у јесен 1991. године, а прототип MB за ратну морнарицу је отказан 22. септембра 2004. године, због рационализације расположивог буџета. Касније је усвојен серијски стандард за морнарички двосед под ознаком N, на основу прототипова M 01 и B 01.

Интеграција опреме и наоружања на серијским авионима Рафал се одвијала сукцесивно, по фазама под ознаком F и бројем у индексу. Тако, да се ознаке односе на ниво развоја уграђене опреме и наоружања:
- је стандард, опремљен оружјем само за дејство ваздух-ваздух и са основним пакетом за електронску борбу.
- је стандард, опремљен оружјем за дејство ваздух–земља, укључујући и Апач, са сензорима за детекцију радарских и топлотних зрачења, интегрисан је нападно–навигацијски систем са Линком 16 и повећан му је избор спољних резервоара горива, за подвешавање.
- је стандард, са имплементацијом свих предвиђених режима рада РБЕ2 радара, интеграцијом нуклеарног оружја и против–бродске ракете Ексоцет. Интегрисана је кацига са приказивачем у визиру, као и резервоари горива, аеродинамички профилисани и прилепљени на горње бокове трупа.
- је још увек у процесу разматрања и дефинисања.

Сви авиони се ретроактивно ажурирају на последње постигнуто стање интеграције опреме и наоружања.

## Трошкови и буџет
Прорачун трошкова програма Рафал у 2005. години, за укупан развој и производњу 294 авиона, износио је 33,3 милијарде евра. Овај износ је ревидиран 2008. године на 39,6 милијарди евра. Просечна цена авиона (рачунајући све верзије) је процењена на по 138,5 милиона евра, без трошкова оперативне употребе авиона. Пошто је број наручених авиона смањен на 286 примерака, цена по примерку је порасла на 140 милиона евра. Јединична цена, наведена у доњој збирној табели, је дефинисана за далеко већи број примерака авиона у серијској производњи у односу на само француску поруџбину, те је вероватно и из тих разлога и нижа.
Француско министарство одбране је у функцији расподеле буџета и усклађења броја наручених авиона, умањило планирани укупни налет авиона Рафал са 35.000 на 10.000 сати, а за морнаричку варијанту на 7.000 сати лета до краја 2012. године.

## Серијски стандард
Серијски стандард Рафала се мало разликује у односу на ACX (Рафал A-). Задржано је делта крило, један вертикални реп, целообртни канари на предњем делу трупа и специфично утапање полубочних усисника у контуру трупа. Серијски стандард је нешто мањих и компактнијих димензија. Облик му је дотеран у функцији интеграције мотора М-88-2 уместо F-404. Умањена му је уочљивост са већом применом материјала који упијају радарске зраке и са редукцијом зрачења сопствених сензора. Површина канара је повећана, а његов корени део је интегрисан са конзолним вратилом, које излази из структуре трупа авиона. Корени део крила је издужен унапред, дуж спољашњег зида уводника ваздуха, у облику и са доприносом стрејка. Задржана је кабина капљастог облика, с тим што јој је унутрашњост дорађена. Седиште пилота је нагнуто уназад, под углом од 29 степени, што је смањење у односу на вредност од 32 степена на Рафалу A. Ово је последица оптимизације положаја главе пилота за услове слетања. Илустрација разлике између силуете Рафала A и серијског авиона Рафала C је дата на доњој слици.
|                                                                                        |
| Илустрација разлике општег изгледа Демонстратора нових технологија и серијског Рафала. |

Притисак у хидрауличким система је повећан са 280 на 350 бара, са чиме су повећане могуће максималне силе хидропокретача командних површина. Серијски Рафал је оспособљен за пријем горива у току лета. При слетању, после спуштања носне ноге на земљу, канари се користе као аеродинамичке кочнице. Рафал A је имао аеродинамичке кочнице уграђене на леђима, задњег дела трупа.

### Аеродинамика
Аеродинамика делта крила је карактеристична по малом таласном отпору и ниској вредности максималног коефицијента узгона ({\displaystyle C_{z_{max}}}). Те карактеристике одређују боље перформансе авиона на крозвучним и надзвучним брзинама лета и високе вредности минималних брзина, што значи лошије карактеристике у полетању и слетању. У циљу смањења брзине полетања и слетања Рафала, са делта крилом, извршена је блиска интеграција канард–крило. Остварена спрега делта крила са канардом ствара затворен (каналисан) слој струјања ваздуха, сличног ефекта као кроз процеп закрилца. То аеродинамичко решење обезбеђује стабилност узгона у целој анвелопи лета, са значајним повећањем критичног нападног угла па и максималне вредности узгона, што значи осетно смањење минималне брзине и добар маневар у распону од + 9g и – 3g. У изузетним случајевима се може остварити вертикално убрзање, чак и до + 11g. Остварено аеродинамичко решење обезбеђује мале брзине полетања и слетања и стационарни хоризонтални заокрет малог полупречника. Интеграција полубочних уводника ваздуха, са улазним делом испод канара, даје допунски аеродинамички допринос у побољшању опструјавања канара и кореног дела крила. Настрешница уводника је утопљена у прелаз трупа и у корени део крила авиона, што је повећало ефекат угла стреле нападне ивице (на томе делу), а то се манифестује у ефекат стрејка и трисоничног крила. У раној фази развоја се разматрала концепција трисоничног крила са ломљеном стрелом нападне ивице, као код Тајфуна. Од тога се одустало с постизањем жељеног ефекта са блиско спрегнутим канаром и утопљеним уводницима ваздуха, пошто ломљење стреле нападне ивице крила значи и повећање масе структуре.
Код Рафала су успешно уравнотежене перформансе лета на малим и великим, брзинама. Нису пеналисане његове перформансе у условима борбе ваздух–ваздух, због испуњења захтева за полетање и слетање са смањеном брзином, условљеном и са бродском палубом.
На режимима великих коефицијената узгона се обара нападна и излазна ивица, дуж целог размаха крила Рафала. То су дводелна обарајућа преткрилца и дводелни елевони. Реализована је заједничка функција закрилаца и крилаца за оба сегмента излазне ивице, у функцију елевона. То значи, да се оба сегмента излазне ивице крила могу отклањати надоле и нагоре диференцијално, то јест у функцији повећавања укупног коефицијента узгона и прављења његове разлике на левом и десном полукрилу, то јест стварање момента ротације авиона око уздужне осе. Такво решење је традиција за борбене авионе Марсел Дасоа.
Марсел Дасо је на Рафалу оптимално применио своје вишедеценијско искуство с делта крилима, канарима уместо хоризонталног репа и у интеграцији закрилаца и крилаца у елевоне. Код Рафала је превазиђена последица класичне примене делта крила на пораст минималне брзине, док то није случај код његових ранијих авиона Мираж III и Мираж 2000.
Полубочни уводници ваздуха су добар компромис, у међусобном измирењу предности и мана подтрупног и бочних. Ово усвојено решење на Рафалу, обезбеђује подједнако добро напајање мотора с ваздухом у свим положајима авиона, у току његовог маневрисања. Пошто су полубочни уводници ваздуха спуштени према доњем делу трупа, постигнуто је да носни део трупа скреће струјање ваздуха у канале према моторима и при великим нападним угловима лета авиона. Са тим положајем уводника је спуштена доња линија централног дела трупа, па су и главне ноге стајних органа краће, што значи и да им је и мања маса, а и простор за подвешавање наоружања под труп није угрожен с путањом увлачења дугачких ногу. Уводници ваздуха су једноставне конструкције, фиксне геометрије, што авиону не деградира борбене перформансе.
За скраћење стазе протрчавања, после слетања, користи се кочећи падобран, који је уграђен у контејнер у кореном делу вертикалног репа. За морнаричку варијанту је примењен систем куке и еластичног ужета, затегнутог попречно по палуби носача авиона.

### Структура, технологија и материјали
Структура авиона Рафал је интегралне конструкције, с применом напредних материјала и савремених технологија. Велики технолошки подсклопови су јединствене целине, међусобно спојени везивним елементима.
Употребом напредних материјала, у изради структуре Рафала, смањена је његова маса за приближно 1.000 kg, у односу на случај потпуне употребе класичних алуминијумских легура. Процењује се да је око 35% структуре авиона Рафала израђено од напредних материјала, уз примену нових технологија и то од композита са угљеничним влакнима, кевлара, легура алуминијум–литијума и титанијума с применом суперпластичног обликовања и дифузног заваривања. Од укупне структуре Рафала, 24% је од композитног материјала или 70% од укупне оквашене површине змаја авиона (површине у додиру с ваздушном струјом). Титан и његове легуре се првенствено користе за израду окова за пренос великих специфичних оптерећења, за делове сложеног облика, за делове с глатком површином, нападне ивице узгонских површина мале дебљине и за специјалне металне премазе. Алумијинијум–литијумска легура је оптималан избор за израду подсклопова трупа авиона. У серијској производњи делова и подсклопова Рафала, значајна је примена технологије суперпластичног обликовања и дифузног заваривања титана. Те технологије су примењене за израду окова и нападних ивица крила и канара.
Сва структура крила је од композитних материјала, изузев окова за везу с трупом и окова за везе преткрилаца и елевона са кесонским делом крила. Структура елевона је такође од композитних материјала. Нападна ивица крила, односно преткрилца су израђена са суперпластичним обликовањем титана. Нападна ивица канара је такође израђена са суперпластичним обликовањем титана, а задњи део од композита. Вратило је технолошки интегрисано у део структуре канара, израђеног од титана. Вертикални реп и крмило правца су направљени од композита а нападна ивица од алуминијум–литијума. Његови окови су од титана и легура челика. Структура полукрила је кесонског принципа, а представља јединствен склоп. Јединственост склопа (интегрална структура) је остварена поступком полимеризације између појединачних, претходно припремљених подсклопова и делова од композита. Кесонски простор крила је уједно и резервоар за гориво. Са посебним премазима је обезбеђен хемијски пасиван однос, у додиру керозина и зидова резервоара од композита.
За одлуку о серијској производњи авиона од композитних полимеризованих структура примарне носивости, неопходно је велико знање, искуство и поседовање детаљних повратних информација из производње и експлоатације за подешавање примењених матрица за смоле и угљенична влакна. У сегменту примене композита, авион Рафал је далеко искорачио испред шведског Грипена.
При избору материјала за Рафал, пажљиво су вредноване предности и мане у погледу:
- уштеде у маси, односно у добитку у перформансама,
- статичког и динамичког замора,
- модула еластичности,
- отпорности на корозију,
- загревања,
- електро и електромагнетног понашања,
- понашања на околину и суседне подсклопове,
- погодности имплементације у производњи,
- понашања у експлоатацији и
- могућности оправки при оштећењу.[5][14][15][17][18]

### Погон
Рафал покрећу два двопроточна мотора М88-2, француске фирме Снекма.  Мотор М88-2 је савремене концепције са применом напредних технологија. Примењене су еколошке коморе сагоревања, монокристалне лопатице турбине и металургија праха за израду њеног диска. Лопатице турбине се хладе с ваздухом. Са мотором се управља с дигиталним електронским уређајем FADEC.
Мотор М88-2 је са два вратила и састоји се из 21 модула, који се одржавају према стању, а приликом замене се не калибришу нити балансирају. Већи број делова се може замењивати без скидања целог мотора са авиона.
На мотору М88 је примењен принцип смањења инфрацрвеног одраза. Остварен је висок однос потиска и масе од 9,4 N / kg, са карактеристикама брзог прелаза с једног на други режим рада. Поседује значајну перспективу даљег развоја. Све те карактеристике га стављају на челну позицију, у поређењу с осталим моторима из те класе.
У циљу смањења специфичне потрошње горива (за 2–4%), развијена је нова верзија М88–2Е4. Овај стандард је уведен у серијску производњу од 2004. године.
|                              |                                                                   |                                                                                |
| Изглед снекминог мотора М88. | М88Y, био је програмиран и за НА, са ознаком „y“, за Југославију. | Поглед на издувне цеви Рафала и задње делове мотора, на салону у Буржеу, 2009. |

| Pojam                                       | Бројчане вредности                                                             |
| ------------------------------------------- | ------------------------------------------------------------------------------ |
| Дужина                                      | 3.520                                                                          |
| Пречник уводника                            | 700                                                                            |
| Маса с флуидом                              | 901                                                                            |
| Потисак                                     | С допунским сагоревањем (СДС) 2×75,62 kN; Без допунског сагоревања (БДС) 2×50,02 |
| Степен сабијања                             | πc = 24                                                                        |
| Степен двопротчности                        | μ = 0,40                                                                       |
| Специфична потрошња СДС                     | 170,0                                                                          |
| Специфична потрошња БДС                     | 8,0                                                                            |
| Процентуалан пораст потиска при укључењу ДС | 55,7%                                                                          |
| Однос потиска и масе                        | 0,0940 dN/kg                                                                   |
| Степен сабијања ваздуха                     | Максимални 1,64; Номинални 1,01; Минимални 0,61                                |
| Број степени компресије                     | 9 (3 степена ниског и 6 степени високог притиска )                             |
| Масени проток ваздуха                       | 65                                                                             |
| Температура испред турбине                  | T = 1.850                                                                      |
| Број кола лопатица турбине                  | 2                                                                              |
| Степен ширења млазника                      | 24,5%                                                                          |

Следећи корак у развоју је мотор М88–3, с потиском од 90 kN са допунским сагоревањем, он ће захтевати веће уводнике ваздуха. Овај мотор ће имати нови компресор ниског притиска, већег пречника и протока ваздуха. Имаће улазне статорске лопатице променљивог корака, због оптималнијег улаза ваздуха и мањих губитака и потрошње горива.
Крајња перспектива развоја се цени да је до постизања потиска од 105 kN.

### Опрема

#### Кабина
Изабрано решење за кабину, заједно са избором типа и нагиба пилотског седишта, доминантно утиче на:
- чеони профил трупа и на укупни отпор авиона,
- избор показивачко–управљачког система и његовог размештаја,
- радне услове пилота и
- ефикасност у борби.

Рафал је препознатљив по нагнутом (заваљеном) седишту пилота под углом од 29 степени. Нагнуто седиште омогућује пилоту радни полулежећи положај. У полулежећем положају, пилот лакше подноси оптерећења „g“, у току борбе. Уз помоћ анти „g“ одела, пилот може дуго да маневрише близу граничних оптерећења од 9g, избегавајући противничке ракете, а за лансирање својих може да бира погодан положај и тренутак. Краткотрајно може прећи и до 11g. Притисак у каналима (цевима) анти „g“ одела се регулише преко сигнала из система управљања авионом. У заваљеном полулежећем положају, по вертикали се смањује растојање од пилотовог мозга до срца, што му ублажава негативни утицај оптерећења „g“ на крвоток.
Овакво решење условљава премештање пилотове командне палице удесно, са истовременим смањењем њене величине. На овај начин се ослобађа цео визуелни простор испред пилотових очију до показивача на инструменталној табли. Са леве стране је мала палица за управљање моторима M88-2. Мале командне ручице (палице) имају ергономски подешене рукохвате, за шаке леве и десне руке, а пилотове подлактице имају одговарајуће наслоне на бочним странама седишта. На рукохватима су распоређени командни прекидачи, за управљање са системима опреме и наоружањем у реалном времену. Пилот, током лета и током вођења борбе, држи обе руке на палицама и управља авионом, његовим системима опреме и оружјем. Реч је о такозваном систему HOTAS (енгл. hands on throtle and stick). У њега је интегрисан и систем за управљање говором, са неким секундарним радњама и функцијама. У пакету тих радњи за управљање говором су и избор радио-фреквенције, управљање наоружањем, избор режима управљања авионом и позив појединих општих информација за приказ на показивачу. Пилот једноставним притиском на командно дугме укључи у рад функцију управљања говором. Систем поседује речник до 300 речи, препознаје меморисани глас пилота и укључује изговорене радње. Одзив система је изузетно брз, свега неколико милисекунди. Пилот, као потврду, на показивачу уједно има и графички приказ говором захтеваних радњи. Међусобно интегрисани системи HOTAS и управљање говором, се заједно скраћено називају VTAS (енгл. Voice, Throttle and Stick). Систем управљања говором има и додатну функцију, а то је да упозорава пилота о појединим кваровима на авиону.
Избор заваљеног пилотског седишта за Рафал, је условио нови развој његовог стандарда, у британској фирми Мартин Бекер (енгл. Martin-Baker), под ознаком МК16F, оспособљеног за спашавање при нултој брзини и висини лета („0–0“ ). За разлику од других класичних седишта, код овога се подешавање врши у правцу вертикалне осе, а не дуж равни његовог наслона. Такво класично подешавање би овде угрозило комфор приступа командама и показивачима на инструменталној табли, пошто би удаљавало пилота од њих. Ово се нарочито односи на случај када је пилот ниског раста.
Кабина је опремљена уређајем за самосталну производњу кисеоника, што авиону повећава аутономију и чини погодност и предност у експлоатацији.
Визуелизација служи пилоту за увид у функције и стање свих авионских система и за комуникацију с њима. На Рафалу је реализована с применом нових технологија. Горњи показивач (HUD) је са видним пољем од 30×22°. На њему се приказује тактичка ситуација, у функцији задатака напада и нишањења циља. Испод њега је уграђен доњи (HLD), у висини пилотове главе. Оба су фокусирана у бесконачности, тако да пилот може лако с њих очитавати податке, са олакшаним прилагођавањем очију. Систем потпомаже прилагођавање пилота на измене на слици и на разлику између слике и спољњег света. Ово значајно смањује умор и забуну пилота, а и убрзава његову адаптацију на визуелне промене. На доњем показивачу се приказују ТВ и термовизијска слика. На њему се приказује и географска карта. На бочним странама централне инструменталне табле се налазе два вишенаменска показивача у боји, а у средини, између колена пилота, је резервни показивач с течним кристалом. Бочни показивачи служе за приказ података о авиону (стање оружја, горива, и осталих система). Они су потпуно заменљиви у раду, када је један у квару, други у потпуности преузима све функције. На централном делу инструменталне табле се налази вишенаменска тастатура, за избор режима навигације, радио–комуникације и идентификације. Пилот може остварити интеракцију са системом и преко додира слике. За ту сврху пилот носи специјалне рукавице, преко којих с додиром слике бира информацију на показивачима.
Поред ових показивача Рафал омогућава интеграцију специјалне кациге пилота, на чији визир се преноси слика с горњег нишанског приказивача. На овај начин пилот нема потребу да усмерава главу и поглед према унутрашњости кабине и да тражи слику на горњем показивачу, већ то све види у визиру у тренутном положају главе и да тако продужи да прати спољну ситуацију. Задржава положај главе, због истог разлога што му се глава и затекла у томе положају. Тај систем се назива Топсајт (енгл. Topsight). Топсајт обезбеђује предност у борби ваздух–ваздух, над противником који га нема. Пилот може направити и одржавати визуелни контакт с противником без окретања главе према нишанском показивачу и без потребе да усмерава авион према циљу да бих га гледао кроз нишанску главу. То су карактеристике због којих пилот не губи време пред напад, то јест пред лансирање својих ракета и при избегавању противничких. То је велика предност, ако се искористи и одлучујуће је за исход борбе. У будућности ће Топсајт у потпуности заменити горњи нишански показивач на Рафалу, као што је сличан систем то учинио код америчког новог ловца F-35 лајтнинг II.

#### Нападно навигацијски систем
Нападно–навигацијски систем (ННС) је, преко магистрале података, интегрисан са осталим системима авиона и с њима комуницира, то јест измењује податке у реалном времену. Обезбеђује обраду података, препознавање и идентификацију летелица и приказивање комплетне ситуације за време трајања борбе у ваздуху. Са становишта прикупљања (аквизиције) података, простор око авиона Рафала је подељен на утицајне зоне. Сваком циљу, у зони око Рафала, нападно-навигацијски систем додељује одређену симбологију и приоритет. Важнији циљеви се пилоту приказују на листи приоритета и он има опцију да исту прихвати или измени. У случају сагласности пилота, систем сам одређује почетне услове и време када треба лансирати одређено средство од оружја. Овај систем дејствује и изван зоне визуелног домета.
При своме активном раду ННС битно смањује емисију сопственог зрачења и тако смањује електромагнетни одраз за откривање и праћење од стране противничких летелица и земаљских система. Детектује и упозорава на уочене сигнале о својој примећености и о осветљености с непријатељским сензорима.
Подсистеми ННС су:
- Радар RBE2 .
- Талес SPECTRA, систем за електронску борбу.
- Сажем OSF (фр. SAGEM) Талес је систем за инфрацрвено и ТВ откривање, снимање и праћење.
- Рачунар задатака (мисија).
- Инерцијална платформа с ласерским жироскопима, давачима глобалног положаја и позиције авиона у простору.
- Управљање гласом.[27]
- Заштита говорне комуникације и везе са датотеком тактичких података, преко Линка 16.[4][5][23]

##### Радар
је вишережимски радар, што значи да има више начина рада, за различите потребе. Може електронски да мења правац снопа (угао), према удаљеним циљевима и до 100 km (скенира), при томе може истовремено пратити и до 40 циљева, од којих осам обрађује и ажурира за лансирање нпр ракете ваздух–ваздух Мика. То је први оперативни радар на борбеном авиону у Европи, с антеном са електронским скенирањем (софтверски се електронски скенира, без физичког отклањања антене) и са могућношћу рада надоле (игнорише одраз тла) и нагоре.

Радар RBE2 се заснива на сасвим новом концепту уз коришћење искустава из претходних решења. Код претходних радара је било незамисливо откривати, пратити и обрађивати податке о већем броју циљева и истовремено радити у више различитих режима. Та могућност је на Рафаловом радару реализована. Радар RBE2 истовремено може:
- откривати и пратити више циљева према доле и према горе, на кратким и дугачким удаљеностима, по свим временским и метео условима,
- у реалном времену генерише тродимензионалне мапе за праћење терена и
- у реалном времену генерише слику, високе резолуције, земаљске мапе за навигацију и за гађање циљева.

У задацима ваздух–ваздух радар RBE2 има следеће режиме:
- претраживање у гледању надоле и нагоре у угаоном опсегу +/– 60°,
- идентификација циља у смислу пријатељ или непријатељ,
- аутоматско праћење више циљева и
- блиска ваздушна борба.

У задацима ваздух–земља радар RBE2 има следеће режиме:
- аутоматско праћење терена (избегавање препрека у ниском лету),
- мапирање терена у високој резолуцији,
- проналажење стационарних циљева,
- проналажење и праћење покретних циљева и
- мерење висине (висиномер).

Изнад мора, радар омогућава детекцију површинских циљева на великим удаљеностима, њихово раздвајање и препознавање у условима њихове концентрације у групи.
У условима подршке авиона AWACS, овај радар потпуно задовољава француске потребе. Међутим, потенцијални купци траже веће могућности у аутономним условима рада. Из тих разлога је развијен нови радар под истим називом RBE2, са повећаним даљинама откривања циљева.
Радар RBE2 је модуларан, састоји се од пријемника, предајника и процесорске јединице. Сваки модул ради аутономно за себе, са самосталним извором зрачења и са различитом учесталошћу. Код класичног радара су сви модули на истој учесталости и са једним извором зрачења. Из ових је разлога тешко открити и ометати зрачење радара RBE2.

##### Талес SPECTRA
Талес SPECTRA је систем на Рафалу за електронску борбу (EW), за само-заштиту од непријатељских претњи. Пружа висок ниво заштите од претње из ваздушног простора и са земље. Састоји се од скупа више сензора (давача) за детекцију електромагнетних сигнала широког опсега фреквенција и система за активно и пасивно ометање уочених претњи. Систем је високог степена аутоматизације, а комуницира са пријатељским авионима и командним центрима. Тежина му је 250 kg Укључује радарску, ласерску и инфрацрвену детекцију за откривање претњи од захвата непријатељских сензора и пројектила. Електронски детектује и региструје податке и информације, врши класификацију и анализу њихових извора и карактеристика. Резултат тога је, што је у комбинацији с подацима из других авионских и радарских система, пилоту преко показивача доступна комплетна могућност презентације тактичке ситуације.
У функцији откривања потенцијалних опасности су три детектора за против радарско упозорење (енгл. Radar Warning Receiver, RWR) и уређаји за против ласерско упозорење (енгл. Laser Warning Receiver, LWR) са покривеношћу од 120° и два инфрацрвена (IC) сензора за детекцију лансираних ракета у нападу. Два пријемника за радарско упозорење раде у фреквентном опсегу од 2 до 40 GHz, а уграђена су на уводницима ваздуха, трећи је у контејнеру на врху вертикалног репа. Заједно могу да детектују сигнале и до удаљености преко 200 km, са грешком од 1° по азимуту. Два су ласерска детектора, у корену кабине, а трећи је смештен у контејнеру на вертикалном репу. Ту су такође и два IC сензора, за инфрацрвено упозорење, типа DDM. Они обезбеђују детекцију у целом кружном опсегу од 360°. Авиони стандарда F3, испоручени од 2013. године, у 60 примерака четврте партије, имају побољшану верзију сензора DDM-NG. Они упоређују регистроване податке са базом података система и предлажу приоритет између више претњи. На крају, пилоту се предлажу приоритетне противмере. Два давача за ометање су постављена у корену канарда, до трупа. На излазној ивици кореног дела крила постављена су четири лансера мамаца. Радом Талес SPECTRA, управља се компјутером, који поседује три процесора, а смештен је у контејнеру између мотора.
 Систем SPECTRA производе фирме Дасо Електроника, Томсон и Матра. За мисије, које захтева Рафал, користиће се и електронско–оптички ласерски систем DAMOCLES смештен у подвесни контејнер, чија ће камера бити способна да функционише дању и ноћу, са ласерским обележавањем циљева и навођењем бомби на њих.
Сви сензори су међусобно увезани тако је између њих потпуна размена информација у реалном времену. На овај начин је могуће открити и пратити циљ, пре него што он постане свестан о присуству Рафала. Све ове информације се измењују са другим авионима, бродовима и системима на копну, преко Линка 16 по НАТО стандарду. 

##### Сажем
Сажем OSF је систем који сачињавају подсистеми пасивних оптоелектронских сензора. Са својим радним могућностима допуњава улогу радара. Способан је да открије непријатељске авионе и без укључивања радара и без сопственог компромитовања са електромагнетним зрачењем. Постављен је испред ветробранског стакла кабине пилота и осматра предњу полусферу. Инфрацрвени трагач је смештен у сферном кућишту са десне стране, а ТВ камере су спрегнуте са ласерским даљиномером и налазе се у кућишту са леве стране. OSF функционише у оптичком и инфрацрвеном таласном опсегу. Поседује могућност широког угла инфрацрвеног претраживања и праћења, а с ТВ камерама и са ласерским даљинским детектором обавља борбену идентификацију. Комплетан систем открива и прати циљеве у ваздушном простору и на тлу (земља и море). Инфрацрвени сензор је веома ефикасан у откривању циљева и у условима смањене оптичке видљивости. ТВ камере обезбеђују праћење, аутоматску идентификацију и тродимензионалну аквизицију циља уз помоћ ласерског даљиномера, у функцији дефинисања параметара за вођене ракете у припреми за напад.
Систем прати циљ у режиму аутоматског одређивања приоритета, с приказивањем на горњем приказивачу.

##### Рачунар задатака
Рачунар задатака, је моћан модуларни процесор, заснован на комерцијалним компонентама. Састоји се од 18 заменљивих модула. Сваки модул понаособ је 50 пута моћнији од целог рачунара авиона Мираж 2000-5. Сматра се да ће му актуелност трајати до 2030. године.
Веома брзо и лако ажурира податке, велике је пропусне моћи. Интегрисано управља с информацијама и са свим авионским системима, преко магистрале података.
Суштински концепт спроведен на Рафалу је „фузија“ мултисензорских података. Оно што Рафала одваја од претходних авиона је то што се на њему сигнали сензора оплемењују с процесорском реализацијом континуалне њихове фузије у тактичку ситуацију, сервирану пилоту на препознатљив начин. Тај процес спроводи и реализује Рачунар задатака, а поред тога надгледа све авионске системе и исправност целог авиона, фигуративно речено, надгледа његово здравствено стање.
У случају када је пилот принуђен да промени намену авиона, према наметнутим новим околностима и приоритетом задатка у току лета, може брзо и лако да изврши реконфигурацију рачунара, сагласно новом задатку.

### Команде лета
Спрегнуто делта крило–канар, реализовано на Рафалу, је аеродинамичка конфигурација код које се мање помера неутрална тачка са изменом нападног угла и Маховог броја у лету, што олакшава испуњавање критеријума стабилности и управљивости.
Серијски Рафал поседује 11 покретних аеродинамичких површина у функцији управљања с њим у лету. Од тога су 4 елевона, 4 секције преткрилаца, два канара и једно крмило правца. Ове командне површине се померају под дејством хидро–покретача на основу електричног сигнала, пристиглог из рачунара у њихове серво вентиле. Изражену жељу пилота (са померањем палице) и сигнале измерене са сензорима положаја авиона (вектор стања), рачунар обрађује са оптимизацијом по пројектованим (задатим) законима управљања и трансформише их у управљачки сигнал. Тај дефинисани сигнал управљања, рачунар шаље у серво вентил одговарајућег хидрауличког покретача, са којим се сагласно помера командна површина. Могући ход клипа хидрауличких покретача, услед електричног сигнала, је у целом распону његовог хода, између два крајња положаја. Значи, потпуни је ауторитет електричног сигнала за померање командне површине, без мешања било каквог другог улаза (команде). Овај систем се назива електричне команде лета (енгл. fly-by-wire), а дефинише се као систем команди лета са потпуним ауторитетом. На Рафалу је изведен у концепцији три паралелна, међусобно независна, дигитална канала и један резервни у аналогној технологији. На овај начин је обезбеђена висока поузданост његовог рада. Ова концепција система команди лета је развијена за француски ловачки авион Мираж 2000, а усавршена је за авион Рафал. Истраживачко-развојна испитивања, за дефинисање стандарда за Рафал, су реализована на авионима лабораторијама SEPECAT Јагуар (Јагуар fly-by-wire) и на Мираж III Нова генерација.
Авион Рафал је, у уздужном кретању, природно аеродинамички статички нестабилан. У рачунару је меморисан модел његових динамичких карактеристика. На основу те динамике, улазних сигнала од пилота и пристиглих сигнала из сензора, софтверски се одређује управљачки сигнал (излаз) за оптимални одговор авиона у циљу анулирања одступања између вредности жељеног и тренутно оствареног вектора стања (положаја авиона). При томе пилот не мора водити рачуна о никаквим ограничавајућим параметрима лета авиона. На основу тренутно измерених компоненти вектора стања са сензорима, рачунар ограничава излазни–командни сигнал, са чиме је обезбеђен лет авиона до границе његове анвелопе, без икакве резерве и ризика пилота. Закони управљања, у рачунару система команди лета, су моделирани према високим захтевима оптимизације понашања авиона у току извршавања задатака. Важна карактеристика система команди лета, је брз одзив без кашњења, од тренутка изражене жеље пилота и поремећаја авиона, до његовог одговора на изазвани командни сигнал из рачунара.
Принцип међусобне независности између канала, представља основу поузданости система. Циљ је да се избегну фаталне истовремене грешке у каналима. Ако се и појави грешка у неком од канала, са надгласавањем сигнала у каналима, тај се различит сигнал одбацује, пошто је у мањини. Висока поузданост је доказана у физичкој симулацији у лабораторији од милион сати лета с електричним командама, при искљученим механичким компонентама. У процесу, од милион сати лета, није се појавила ни једна грешка у сигналу управљања.
Електричне команде лета доприносе:
- Оптимизацији аеродинамичких конфигурација за убрзање авиона и повољан однос узгона и отпора у надзвучном лету.
- Реализацији задате (жељене) статичке и динамичке стабилности, у целој анвелопи лета авиона, што омогућава и лет са тежиштем иза неутралне тачке (недопустива статичка нестабилност у класичној аеродинамици авиона), што побољшава перформансе авиона.
- Оптималном моделирању одговора авиона на пилотову команду (изражену жељу са померањем палице).
- Интеграцији аутопилота, широког спектра функција.
- Реализацији лаке, поуздане и благовремене размене података са системом за навигацију.
- Развоју система команди лета, пошто се лако и у раној фази укључује и пилот у тај процес, преко симулатора лета, који почиње да функционише од самог почетка развоја авиона.[14][17][35]

### Смањена уочљивост
Рафал се дефинише као дискретан авион, за разлику од Раптора, који се дефинише као прикривен (тајни). Ове карактеристике Рафала су остварене кроз врхунско аеродинамичко обликовање, приоритетну примену композитних материјала и са смањењем електромагнетног зрачења сензора и других електронских уређаја. Ефекти ових мера су деградирани са спољним подвешавањем наоружања (повећан радарски одраз) и са немогућношћу остварења надзвучног лета без допунског сагоревања мотора (суперкрстарења), што изазива повећано топлотно зрачење.

### Карактеристике
| Преглед карактеристика авиона Рафал  | Преглед карактеристика авиона Рафал                                                                                          |
| Врста                                | Бројчане вредности |
| ------------------------------------ | --- |
| Дужина                               | 15,3 |
| Распон крила                         | 10,9 |
| Површина                             | 46 |
| Виткост крила                        | 2,55 |
| Специфично оптерећење крила          | Минимално :198 Номинално :322 Максимално:536                                                                                 |
| Висина                               | 5,34 |
| Маса празног                         | 9.060 |
| Номинална маса                       | 14.710 |
| Максимална маса                      | 24.500 |
| Количина горива                      | унутрашње 4.700 kg; спољно 7.500 (може да носи 5 спољних резервоара горива)                                                    |
| Гранично оптерећење структуре »g«       | - 3,2 и + 9 |
| Гранична брзина ваљања               | 270 |
| Гранична брзина лета                 | 2.125 km/h, еквивал. је М = 1,97 (на = 10.975 m, при – 50 °C )                                                                    |
| Максимална брзина хоризонталног лета | 1.915 еквивал. је М = 1,78 (на = 10.975m при - 50 °C ) 1.397 еквивал. је М = 1,13 (на =0 и 20 °C )                            |
| Минимална брзина хоризонталног лета  | 148 |
| Плафон лета                          | 16 800 |
| Максимална брзина пењања             | 310 |
| Дужина стазе за слетање              | 450 |
| Радијус                              | 1.850 |
| Аутономија лета                      | 3 сата патролирања |
| Посада                               | 1 Пилот (Рафал и ), 2 пилота (Рафал )                                                                                        |
| Максимална спољна носивост           | 9.500 на 14 спољних носача                                                                                                   |
| Погон                                | Два Снекма M88-2 двопроточна турбомлазна мотора                                                                              |
| Потисак                              | С допунским сагоревањем (СДС) 2 × 75,62 Без допунског сагоревања (БДС) 2 × 50,02                                             |
| Однос потисак/маса (средња вредност) | 1,13 |
| Давачи                               | Радар RBE2 Ноћно откривање (спољни контејнер) Електронско извиђање (спољни контејнер) Електронска заштита (спољни контејнер) |
| Стално наоружање                     | Топ , , БК 125 граната Ракете за блиску борбу 2 х                                                                            |
| Цена                                 | Рафал (чист):53,4 милиона € Рафал (чист):56,6 милиона € Рафал (Морнарички, чист):60,8 милиона €                              |

### Наоружање
Рафал је наоружан према НАТО стандарду, у оквиру чега су садржана средства:
- Топ GIAT 30  је фиксно уграђен у структуру авиона, у пределу десног усисника (преко свога носача) и заједно с бојевим комплетом (БК) од 125 граната представља стално наоружање авиона Рафал. Почетна брзина гранате је 1.025 m/sec, а каденца му је 2.500 граната у минути.
- Остало оружје се подвешава споља на авион, до 9.500 kg укупне носивости масе, на 14 везних тачака (приказано у наредној табели), у могућој комбинацији с 5 резервоара горива (код варијанте „М“ је искључена могућност за централни).[3][4][6][14][36]

- Топ GIAT 30 с борбеним комплетом граната.
- Ракета за блиску борбу ваздух-ваздух R530 Маџик (прва лево).
- Ракета МИКА постављена на авион Рафал.
- Ракета MBDA Метеор за дејство ваздух-ваздух, изван визуелног домета.
- Противбродска ракета Егзосит (фр. Exocet).
- Лансер невођених ракета и бомбе GBU-12 Paveway II, Бурже 2009.
- Бочни изглед бомбе GBU-12 Paveway II, Бурже 2009.
- Ракета за дејство ваздух-тло, дугог домета фр. Storm Shadow.
- Бомба с ласерским навођењем GBU-12.
- Ракета с нуклеарном главом.

### Подвесни терети
Поред две тачке на крајевима крила за подвешавање, под крилом се налазе два пута по три тачке, предње и задње са обе стране трупа и предња и задња испод централног дела трупа. У табели су дате варијанте подвешавања истородних средстава по носећим тачкама за разне врсте ракета ваздух–ваздух, ваздух–земља, бомбе са слободним падом, с убрзавањем с погоном, за резервоаре с горивом, за контејнере са спољним топовима и за контејнере за за разну опрему за извиђање, ласерско означавање циљева на земљи, електронско ратовање и ноћно откривање и снимање.
|  |

Илустрација подвешавања на изложби у Буржеу, 2009. године. Слева надесно, на крају крила ракета Мика,
 крстарећа ракета енгл. Storm Shadow, 3 вођене бомбе, спољни резервоар горива и ласерски означавач циља.

#### Спољашње гориво
Рафал, као вишенаменски авион, има сет различитих спољних резервоара за гориво. Резервоари су развијани у три фазе, заједно са авионима, пратећи њихове наменске потребе.
Развијени и интегрисани резервоари су:
- 1 до 5 од по 1.250 литара горива;
- 1 до 3 од по 2.000 литара горива;
- 1 од 3.000 литара горива и
- два посебно обликована за приљубљену уградњу на леђа трупа авиона од по 1 150 литара горива.

Са леђним резервоарима се повећава долет, без заузимања линија за подвешавање наоружања и уз значајно смањење отпора авиона, у односу на случај са подвешенима.
Рафал је такође опремљен системом за пуњење горивом у току лета, из авиона цистерне, као и подвесним системом за претакање горива у лету из авиона у авион.

#### Профили борбеног лета, у оквиру намене Рафала
У оквиру дефиниције вишенаменске функције Рафала, може се типизирати неколико карактеристичних профила лета, којима одговарају одређене варијанте ношења спољних терета. Типичне варијанте подвешавања терета, за намене и одговарајуће профиле лета Рафала су:
- Ловачка намена
  - 2 до 6 самовођених ракета Мика + један резервоар горива или
  - 4 ракете Мика + 2 Маџик + један резервоар горива
- Блиска подршка
  - 2 ракете Маџик + 2 до 6 вођених бомби AASM  + три резервоара горива
- Продор у непријатељску територију
  - 2 ракете Мика + 2 крстареће ракете + три резервоара горива
- Бомбардовање на мору
  - 4 ракете Мика + 2 ракете Ексоцет + два резервоара горива

- Нуклеарни удар
  - 2 до 4 ракете Мика + вођене ракете ASMP (са нуклеарном главом) + два резервоара горива.[14][40]

### Одржавање
Саставни део тактичко–техничких захтева су и критеријуми о логистичкој подршци, који важе за читав период Рафалове оперативне употребе, у току његовог предвиђеног века од 25–30 година. Ти захтеви су испуњени и они су имали значајан утицај на развој решења, тако да се конфигурација за једну врсту задатка постави у току 15 минута, замена једног мотора за 60 минута, пуњење горивом траје 6–7 минута, а провера команди лета се обави за један минут. Аутоматизовано је и надгледање наоружања, које се на показивачу приказује у реалном времену. Обезбеђен је лак приступ тачкама подвешавања спољњег терета, топу, лансерима и опреми. Одржавање авиона и мотора се врши према стању, које се стално прати. На овај начин је значајно смањено потребно време за одржавање, трошкови и неопходни кадрови.

## Варијанте
Рафал је произашао из експерименталног демонстратора технологија (Рафал А), који је уједно био претеча развоју варијанти авиона. Варијанте су, са својим специфичностима, из њега развијене преко одговарајућих прототипова.

### Рафал А
Рафал A је демонстратор планираних нових технологија и концепта вишенаменског борбеног авиона. Због изнуђених разлога, у почетку је био опремљен моторима F-404. Послужио је као експериментални авион и основа за прототипски развој Рафала. Полетео је 1986. године. Њиме су решаване и истраживачко–развојне интеграције различитог наоружања за нове варијанте авиона, све до полетања прототипова C 01, M 01, M 02 и B 01.

### Рафал
Рафал B је двоседа варијанта основног авиона за ваздухопловне снаге. Његов прототип је полетео априла 1993. године. Основна намена му је прелазна, тренажна и борбена обука. На основу искуства у Авганистану, као и из искустава са вежби, испоставило се да је погоднији за задатке бомбардовања и извиђања од једноседа. Узимајући то у обзир, повећана је његова производња у наоружаној опцији и измењена структура поруџбине за француско ратно ваздухопловство, тако да су више од половине поручених авиона, двоседи. Морнарица је такође променила структуру своје поруџбине науштрб једноседа.
Рафал C је једносед намењен за ратно ваздухопловство. Овај стандард се развио кроз прототип Рафал C 01. Био је планиран и други C 02, али се од њега одустало. Рафал C 01 је полетео у децембру 1991. године.
Рафал D је једносед, и дефинисан је као авион са смањеном уочљивошћу. Почетком 1990. године је почео његов развој, на основу стандардне варијанте, са додацима властите стелт технологије. Циљ развоја је био допунско смањење уочљивости, у смеру приближавања стелт карактеристикама авиона F-22 раптора. Допунски му је умањена визуелна, радарска, електронска, топлотна и звучна упадљивост и одраз, тј. смањена је могућност његовог откривања. У периоду раних деведесетих година 20. века, рекламиран је као авион смањене уочљивости.
Рафал M је једносед, и дефинисан је за оперативну употребу у ратној морнарици. Полетео је децембра 1993. године. Због унификације производње и олакшања одржавања, код авиона Рафал M се не склапају крила. Рафал M је ојачан, робусније је структуре због тежих услова слетања на палубу брода, у односу на аеродромску стазу. Последица тога је да има већу масу за 500 kg у односу на варијанту „C“. По спољашњем изгледу су веома слични.
Варијанта „M“ је настала са модификацијама:
- Ојачани су стајни органи, због већих брзина пропадања и јачег удара о тло, при слетању. Код авиона за слетање на палубе бродова носача је пропис да се узима, као улазни параметар за прорачун стајних органа, вертикална брзина пропадања од 6,5 m/sec. За ојачавање стајних органа су коришћени материјали титан и специјални челик.
- Носна нога је продужена због повећања поставног, односно нападног угла авиона, у залету. Већем нападном углу одговара и већи коефицијент узгона, што је потребно у тренутку пред напуштање палубе брода носача, при полетању авиона. На предњу ногу је уграђена веза, за њено забрављивање с катапултом за убрзавање авиона, за полетање. Веза се остварује преко конзолне полуге уграђене на механизам маказа амортизера ноге. Конзолна полуга се закрене надоле и тада се њен предњи део забрави у катапулт. При томе се маказе склопе, а носна нога се принудно скрати, са сабијањем амортизера. Са тако скраћеном предњом ногом, Рафал се убрзава на нападном углу коме одговара минимални чеони отпор. Са смањеним отпором, авион постиже већу брзину на крају затрчавања, пред тренутак силаска с катапулта и пред полетање с палубе брода. При крају палубе се предња нога одбрављује и напушта навоз катапулта. У томе тренутку, после одбрављивања, услед притиска хидро–уља у амортизеру, нога се враћа (издужује) у свој равнотежни положај. У томе равнотежном положају предње ноге, носни део се уздигне и повећа се поставни, односно нападни угао авиона. Са таквим скоком вредности нападног угла и са раније постигнутом брзином затрчавања, нагло нарасте и вредност силе узгона, довољне величине за уравнотежење тежине авиона, за узлетање са палубе. На слици носне ноге и на филму (на видеу) је ово уочљиво. Постоје и другачија решења за олакшавање полетања с палубе, као што је стаза, слична скијашкој скакаоници.
- Укинут је централни подвесни резервоар, због потребног већег простора за смештај дуже носне ноге и ослобађања простора испред куке.
- Уграђена је кука, на средини задњег дела трупа, за закачињање ужета за успоравање и заустављање авиона при слетању на палубу носача авиона.
- Уграђене су телескопске мердевине за улазак у кабину и излазак из ње.
- Уграђена су два авионска акумулатора, уместо једног.
- У пилотској опреми за спашавање на мору, уграђен је мешовити (инерцијални и инфрацрвени) уређај за лоцирање Телемир, фирме Сажем.[9][38][44]

|  |  |  |

Модификована је носна нога за Рафал M, са полугом за забрављивање у катапулт за њено скраћивање, сабијањем амортизера и са затварањем маказа. Пред само напуштање катапулта и палубе брода, нога се одбрави и враћа у нормалну дужину и „нос“ авиона се нагло подигне.
Рафал N је имао првобитни назив Рафал BM, а био је планиран као двосед за морнарицу. Раније се од њега било одустало, због повећања трошкова. Међутим, касније је поруџбина репрограмирана, те се од укупно 58 уговорених авиона, тренутно тражи њих 40.

## Оперативна употреба
Изнад територија Авганистана, 14. марта 2007. године, Рафал је извршио први оперативно–борбени лет. Био је наоружан са четири бомбе GBU-12, а мисија му је укупно трајала четири часа и није борбено дејствовао. Неколико дана касније, 28. марта, Рафал из ескадрона 12F, са носача авиона Шарл де Гол, је први који је борбено дејствовао бомбама. Операција је била у функцији подршке холандским војним снагама у одбрани од напада Талибана. Рафал је са GBU-12, 1. априла, дејствовао против непријатељских циљева, по пећинама у региону Хелманда, за које се веровало да су скровишта Талибана. Ове две операције су означене као његово ватрено крштење. Рафал је учествовао у више мултинационалних и НАТО вежби.

### Војна интервенција у Либији
Инострана војна интервенција у Либији је почела 19. марта 2011. године, под окриљем алијансе НАТО. У почетном делу интервенције је учествовало осам Рафала. Званично НАТО интервенција у Либији је војна интервенција међународних коалиционих снага у грађанском рату у Либији 2011. Резолуцијом 1973 Савета безбедности УН, усвојеном 17. марта 2011. године, промовисана је војна акција заштите цивила, као основни циљ, са овлашћењем да се уништи либијска противваздухопловна одбрана, која је била препрека савезничким ваздухопловним снагама. Војна операција је трајала од 19. марта 2011. до 31. октобра 2011. године, у којој је Француска била један од активнијих учесника. Циљ операције, као и Резолуције 1973 одобрен је од стране међународног права, са задатком успостављања забране летења и предузимање свих мера за успостављање заштите цивилног становништва. Те задатке су такође подржале и побуњеничке, опозиционе снаге.
Од 19. марта 2011. године, Рафали и Миражи 2000 са копна и поморска авијација Француске заједно су учествовали у операцији ваздухопловне интервенције у Либији у оквиру Резолуције 1973 Савета безбедности Уједињених нација, чији је био циљ је заштита цивила од снага пуковника Гадафија и примена забрањеног летења либијских авиона у зони изнад Либије. Од 22. марта 2011. године, интервенцију је подржавала 12. ловачка ескадрила са носача авиона Шарл де Гол. Носач авиона је 6. априла ојачан још са још десетак „Рафала“ М. У оквиру француских снага ратног ваздухопловства, осам Рафала верзије C и B пресељени су у ваздухопловну базу Солензар (фр. Solenzara), на југу Француске, у близини града Порто. Ваздухопловна база је добила надимак „Рафалетовн“. Тако су „Рафали“ још ближе пришли Либији, посебно су то спровели са сицилијанском авио базом Сигонела, али само са припремом без реализације. До краја маја, одред „Рафала“ је направио око 2.200 часова лета и више од 1.500 операција пуњења са горивом у ваздуху.
Одговорност како Рафала ратног ваздухопловства, тако и морнаричке авијације су биле извиђачке мисије над Либијом, у циљу контроле спровођења одлуке о забрани летења ваздухопловства Либије. Авиони су патролирали наоружани са ракетама ваздух-ваздух „Мика“, увек спремни да оборе прекршиоца забране летења од стране либијских авиона. Према информацијама француског Министарства одбране у тим операцијама је уништен један Г-2 галеб, југословенског порекла. Такође су превентивно уништавани сиријски системи противваздухопловне одбране. Да би се испунили услови и извршили задаци заштите становништва, према Резолуцији Савета безбедности УН, дејствовано је по Гадафијевим снагама на земљи са оружјем ваздух-земља. У оквиру тога оружја ваздух-земља, коришћене су прецизно навођене суперсоничне нуклеарне тактичке ракете, за доктрину „упозоравајућег дејства“ пре него што се употреби најјаче постојеће стратешко нуклеарно оружје, Аир-сол мојен порти (енгл. Armement Air-Sol Modulaire) (AASM). Такође, први пут је употребљена и крстареће ракете Скалп-EG. Према подацима фирме Дасо бомбе AASM се наводе и поуздано уништавају циљеве до раздаљина од 57 km, што представља нови рекорд. Због великих удаљености до циљева, често је „Рафал“ носио два спољна резервоара са горивом од по 2.000 литара. У зависности од мисије понекад је носио два или три резервоара горива
од по 1.250 литара.

### Војна интервенција против Исламске Државе
У септембру 2014. године, француски авиони су почели са извиђачким летовима изнад Ирака као део међународног напора за борбу против милитантне Исламске Државе. Стационирање авијације је у Уједињеним Арапским Емиратима, а почетни задатак им је да идентификују позицију у подршци америчким ваздушним ударима. Већ 15. септембра Рафали су извршили прве задатке извиђања. Покренута су четири напада у близини северног ирачког града Зумар, када је уништена логистика и том приликом је убијено на десетине исламских екстремиста. Почетком октобра, извршена су још три напада, а број авиона у бази је повећан.

## Корисници
- Индонезија - поручена су 24 примерака
- Грчка - поручена су 24 примерака (12 половних и 12 нових)
- Хрватска - купљено 12 половних примерака
- Србија — поручена су 12 примерака верзије F4 (9 једноседа и 3 двоседа)[55]
- Уједињени Арапски Емирати - поручена су 80 примерака
- Индија – одлучено да се уговоре 36 примерака.[56]
- Египат – поручена су 24 примерака.[57]
- Катар – поручена су 24 примерака.[58][59]
- Француска: Укупно је 180 примерака уговорено, од планираних 286, са опцијом за још допунских 9.[60] Потврђено да ће бити испоручено око 150 примерака, до 2019. године.[61] До јула 2014. године, испоручена су 131 примерак.[62][ж]

| Ваздухопловство – 91 примерака | Авијација у ратној морнарици – 40 примерака. |

## Извоз
До краја 2009. године, нису реализована настојања да се уговори извоз, без обзира што је цели политички и привредни систем државе ангажован на том питању. Чак су и Председници Републике Француске, у свим приликама обављања редовних државничких међународних послова, веома активни промотери преговора о извозу Рафала.
Упркос добрим извозним резултатима серије Миража и одабраним промотивним наступима и повољним условима, за Рафал нису реализоване никакве извозне поруџбине. Међутим, у јануару 2012. године, Марсел Дасо је ушао у ексклузивне завршне преговоре за 126 примерака авиона за индијску војску, након елиминисања Јурофајтер тајфуна, којем је понуђена цена била виша за 22-26%, остали конкуренти F-16 фајтинг фалкон, F/A-18 хорнет, JAS 39 грипен и МиГ-35, елиминисани су из техничких разлога.
 Индија
Почетком 2012. године, било је веома близу да се потпише први уговор о извозу Рафала. За 126 авиона да се обезбеди 12 милијарди долара за Индијско ратно ваздухопловство, као реализација програма MRCA. Сви првобитни конкуренти су били отпали. Томе је била доста допринела и тренутна политика и међународни односи. После упоредних испитивања Рафала и Јурофајтер тајфуна, индијска влада је објавила 31. јануара 2012. године, да прихваћена француска понуда. Отпочели су завршни ексклузивни преговори са француским произвођачима авиона, а ангажован је и министар одбране Жерар Лонге, у фебруару 2012. године, који је оптимистички изјавио да фирма има 80% шансе да добије уговор. У марту 2012. године, индијска влада је обавестила свој парламент да ће износ за куповину Рафала износити 20 милијарди долара, а да ће преговори са француском фирмом бити завршени до средине 2013. године. Прва оперативна ескадрила, од 18 Рафала је планирана да буде оперативна у 2016. години.
У децембру 2014. године, објављено је да Индија и Француска очекују да ће потписати уговор за Рафала до марта 2015. године. Током посете индијског премијера Паризу, 10. априла 2015. године, тражена је убрзана испорука 36 примерака Рафала, оперативно одмах способни. Индијски министар одбране је изјавио да ће ти авиони бити примљени у њихово ваздухопловство у року од две године.
 Уједињени Арапски Емирати
Уједињени Арапски Емирати и званично су отпочели преговоре 19. јуна 2009. године. Званично су саопштили 16. новембра 2011. године, да се понуда Дасоа, сматра неконкурентна за замену својих Миража 2000, са 63 Рафала. У међувремену, 19. априла 2013. године, потписан је уговор са Локид Мартином за куповину 25 примерака F-16E/F блок 60, с тим да се замена авиона Мираж 2000 одлаже. БАЕ системс је објавио, 19. децембра 2013. године, да је Јурофајтер тајфун искључен из даљих преговора, остављајући само Рафала у конкуренцији.
 Србија
Србија је током 2024. постигла са Француском договор о набавци 12 авиона Рафал.
 Египат
Компанија Талес је 16. фебруара 2015. године потврдила да је Египат наручио 24 Рафала за 5,2 милијарди евра. Неколико дана раније компанија је објавила да је постигнут договор са Каиром, али није потврђено потписивање уговора, нити је објављен број авиона. Египатско ратно ваздухопловство већ поседује авионе Мираж 2000 и Мираж 5 француске производње.
Коначно, Египат је постао први међународни купац авиона Рафал, када је званично поручио 24 примерака, 16. фебруара 2015. године, уз опцију куповине још 12, у вредности од 5,9 америчких долара милијарде (5,2 милијарде €).

### Будући разговори
Канада
Дасо је понудио и Канади Рафале, пошто канадско Министарство одбране планира да набави 65 примерака савремених авиона. У јулу 2010. године, Канадска влада је најавила куповину 65 примерака америчких авиона F-35 лајтнинг II. Ову намеру је критиковало неколико опозиционих странака, те су одговорни обећали да ће одустати од те намере. Крајем 2012. године, Влада је коначно разматрала тендер са аспекта укупних трошкова за F-35 лајтнинг II.
 Малезија
Рафал је, према малезијским средствима информисања, на путу за нови уговор за 18 авиона, као замену својих МиГ-29Н. Малезијско ваздухопловство би у 2015. години требало да изврши избор између F/A-18E/F супер хорнета, Јурофајтер тајфуна и JAS 39 Грипена. Међутим, Рафала тренутно фаворизују малезијске власти на основу својих оперативних способности.
 Катар
Катар је такође започео техничку процену апликација, укључујући, поред Рафала, F-15 игла, F/A-18E/F супер хорнета, JAS 39 грипена, F-35 лајтнинг II и Јурофајтер тајфуна, за набавку 24 до 36 примерака авиона. Коначну одлуку треба донети, али је још увек нема. Коначно су потписали уговор за испоруку 24 примерка 4. маја 2015. године.
 Кувајт
Кувајт, попут Катара, чека одлуку Уједињених Арапских Емирата да би отпочео расправу о могућој куповини 18-22 примерака савремених авиона.
 Пољска
Пољска предвиђа набавку 64 вишенаменска борбена авиона, до 2021. године, као део модернизације својих оружаних снага. Ови авиони ће заменити старе Сухој Су-17 и МиГ-29. Рафал је један од потенцијалних, као и сви његови традиционални такмичари, F-35 лајтнинг II, JAS 39 Грипена (у својим верзијама Е и F),F/A-18E/F супер хорнет и најновија верзија Јурофајтер тајфуна.
 Белгија
Белгија је покренута, почетком јуна 2014. године, захтев за понуде од пет произвођача да би заменили своје старе F-16 Фајтинг Фалкон. То ће бити реализовано куповином око 40 савремених борбених авиона. Међу кандидатима су Рафал, која има добре шансе. Поред својих карактеритика, има предност и традиција у сарадњи између француских и белгијских ваздушних снага, а као важна чињеница је и „индустријска компензација“, могу да се промовишу као филијала Дасо групације, SABCA је тренутно један од драгуља белгијске ваздухопловне индустрије. Међутим, неки тврде да су личне амбиције актуелног белгијског министра одбране, могу да превагну у корист F-35 лајтнинг II.

### Пропали разговори
Бразил
Бразил је отворио конкурс за набавку 36 авиона, 1. октобра 2008. године. У конкуренцији су били Рафал, F/A-18E/F супер хорнет, JAS 39 Грипен, након повлачења Су-35. Рафал је био подржан од стране председника Луис Инасио Лула да Силве, након споразума са Французима, уз смањење цене и пренос технологије, укључујући и рачунарске кодове Рафала, што је срце његове „памети“. Остали такмичари нису били вољни да одобре пренос својих технологија. Ипак, Рафал је оштро критикован од стране Бразилске војске, наводећи да је сувише скуп и предимензионисан за потребе земље и повољнији им је JAS 39 грипен и F-18Е / F супер хорнет. Металопрерађивачи такође подржавају шведски пројекат, рекавши да ће створити 5.000 до 6.000 директних нових радних места у Бразилу, са тим избором. Међутим, избор Рафала од стране Индије мења положај Бразила. Коначно, 18. децембра 2013. године, бразилско Министарство одбране најављује да ће остати при опредељењу за JAS 39 грипен. То је још један корак уназад за француског произвођача авиона, пошто тако отпадају велике наде за раализацију овог уговора.
 Јужна Кореја
Јужна Кореја је коначно изабрала авион F-15 игл, у априлу 2002. године.
 Уједињени Арапски Емирати
Уједињени Арапски Емирати су, у 1999. години, коначно изабрали прилагођену ултра софистицирану верзију F-16 (Блок 60).
 Мароко
Мароко је, у октобру 2007. године, коначно купио F-16.
 Холандија
Холандија, на крају се придружила програму F-35 лајтнинг II.
 Сингапур
Сингапур се, у августу 2005. године, такође одлучио за F-35 лајтнинг II, елиминишући Рафала у последњем тренутку, иако је изгледало да фаворит за коначан избор.
 Швајцарска
Швајцарска се определила, 30. новембра 2011. године, за JAS 39 грипена (на рачун Рафала и Јурофајтер тајфуна), по програму делимичне замене постојеће флоте F-5Е тигар II.
Након те најаве, швајцарске новине Ле Матин су објавиле документ ваздухопловства, у новембру 2009. године, да је Рафал био њихов фаворит, а избор Грипена, од стране владе, је сматран гори од Рафала, посебно за полицијске мисије из ваздуха, али да је њихов избор и F/A-18C хорнет. Носивост Рафала је 15.000 kg, више од максималне тежине Грипена NG (16.500 kg), при полетању.
Међутим, 18. маја 2014. године, швајцарски гласачи су одбацили план финансирања за куповину 22 Грипена у износу од 3.126 милијарде швајцарских франака.

## Удеси
- Рафал B № 316, полетео је из BA 113 Сен Дизиер (фр. Saint-Dizier) (Француска) и срушио се у шумовитој области општине Неувиц (фр. Neuvic) (Француска), између 18 и 20 часова 6. децембра 2007. године, за време тренажног лета. Авион је припадао Ловачкој ескадрили 1 / 7 Провенце100 (фр. Provence). је Рафал двосед, летео је на висини од 4.000 m и нестао је с екрана радара на висини од 1.500 m. У авиону је био само један пилот, који се није катапултирао и погинуо је. Рафал B је летео без оружја и то ноћу по кишном времену. Први резултати истраге удеса сугеришу губитак просторне оријентацију пилота.[92]
- Рафал М № 16, из 12. ловачке ескадриле, у поморској ваздухопловној бази је 22. маја 2008. године, по кишном времену погрешно је ишао на слетање. При слетању је био „дугачак“ и са нагибом. Авион се разбио, а пилот се безбедно катапултирао. Авион је убрзо поправљен и враћен у оперативну употребу. Удес је настао услед грешке особља.[93]
- Два авиона француске морнарице Рафал М, 24. септембра 2009. године, у повраку на носач авиона „Шарл де Гол“, сударили су се у ваздуху око 30 km од града Перпињан (фр. Perpignan) у југозападној Француској. Један пробни пилот, идентификован као капетан фрегате Френсис Дуфлот, погинуо је у овој несрећи, док се други успешно спасао.[94][95]
- Рафал М № 18, са носача „Шарл де Гол“ 12. ловачке ескадриле, пао је у Арапско море, 28. новембра 2010. године. Овај авион је био подршка савезничким операцијама у Авганистану. Пилот се катапултирао и безбедно је враћен са хеликоптером. У каснијим извештајима, речено је да су мотори остали без горива, пошто је пилот погрешио у руковању са горивним системом.[96][97]
- У раним поподневним часовима 2. јула 2012. године, за време тренаже борбе са америчким F-18, изнан шпанске обале Медитерана, Рафал М № 24 12. флотиле поморске авијације, срушио се. француски пилот се катапултирао, пребачен је америчким хеликоптером на француски носач авиона „Шарл де Гол“, где је збринут од стране медицинског особља.[98]